# Gap Inc.
The Gap, Inc., eller Gap er en amerikansk modetøjskoncern. Gap blev etableret i 1969 af Donald Fisher og Doris F. Fisher og har hovedkvarter i San Francisco, Californien. De har seks primære divisioner: Gap, Banana Republic, Old Navy, Intermix, Athleta, og Janie and Jack. Virksomheden har ca. 135.000 ansatte og driver 3.727 butikker, hvoraf 2.406 er lokaliseret i USA.
Fisher-familien er majoritetsaktionær i virksomheden.